# Breskvica
Breskvica, pravim imenom Anđela Ignjatović (Beograd, 18. svibnja 2001.), srbijanska je pjevačica.
Breskvica je došla pod pažnju javnosti prvo kao influencerica, a kasnije i kao pjevačica. 
Njena glazbena karijera započela je 2019., godine kada je debitirala s pjesmom „Utopia” i potpisala ugovor za izdavačku kuću Generacija Zed. Do 2021. imala je niz dueta s Voyageom, pjevačem i svojim tadašnjim partnerom. Nakon njihovog razlaza, Breskvica je nastavila solo karijeru objavivši singl „Srećan put” u srpnju 2021. Glazbeni spot za potonji prikupio je preko 30 milijuna pregleda na YouTubeu.
Početkom 2022. godine surađuje s MC Stojanom predstavivši javnosti pjesmu „Život si moj”. Potonji je postao njegov prvi koji je ušao na Billboardovu ljestvicu Croatia Songs. Krajem godine s Hennyjem je snimila pjesmu „Sava i Dunav”. U ožujku 2023. objavila je singl „Drift” s Teodorom, koja je dva uzastopna tjedna bila na vrhu na ljestvici Croatia Songs.
Na dodjeli MAC Music Awards 2020. osvojila je nagradu YouTube Star za suradnju u pjesmi „Vrati me” s Voyageom. Iste su godine osvojili i dva Oscara popularnosti u Banja Luci. 
Nastupila je na srbijanskom izboru za Pjesmu Eurovizije s pjesmom "Gnezdo orlovo" 2024. godine. Osvojila je 2. mjesto iza pobjednice Teya Dore s maksimalnim brojem glasova publike. 